# Point Pleasant Beach
Point Pleasant Beach ist ein Borough im Ocean County in New Jersey. Das U.S. Census Bureau ermittelte bei der Volkszählung 2020 eine Einwohnerzahl von 4766.
Der Ort wurde 1886 gegründet.

## Lage
Point Pleasant Beach ist ein Küstenort auf New Jersey’s Barnegat Peninsula, einer langen, der Küste vorgelagerten Halbinsel, welche die Barnegat Bay vom Atlantik trennt. Der Ort umfasst etwa 4,5 km², wovon 3,7 km² Land und 0,7 km² Wasser sind.

## Tourismus
Point Pleasant Beach und seine Strände haben regionale Bedeutung als Naherholungsgebiet. Die Uferpromenade (Jenkinsons Boardwalk) ist etwa 1,5–2 km lang und bietet während der Sommersaison viele Jahrmarktattraktionen, Eisdielen, Restaurants etc. Im Gegensatz zu dem weiter südlich gelegenen Atlantic City hat Point Pleasant Beach einen eher ruhiger Familiencharakter bewahrt.